# Le Mans Football Club
O Le Mans Football Club é um clube de futebol francês, sediado na cidade de Le Mans. A equipe participa da Championnat National, terceira divisão do Campeonato Francês.

## Títulos
- Campeonato Francês (Segunda Divisão): 1961, 1965
- Copa Gambardella: 2004